# آریانا جولی
آریانا جولی (انگلیسی: Ariana Jollee؛ زاده ۲۹ سپتامبر ۱۹۸۲) بازیگر پورنوگرافی اهل ایالات متحده آمریکا است.